# Воршуд
Во́ршуд (Шуд во́рдісь) — у міфології удмуртів антропоморфний дух, заступник родини (роду).
Вважалося, що воршуд живе у куа — капищі, обладнаному за житловим будинком, часто у кеносі (коморі). Там удмурти ставили ідола воршуда, іноді ховаючи його у спеціальну скриню.
Ставлячи новий зруб корку, господар зазвичай припрошував воршуда у нове обійстя, розприскуючи краплі самогону кумишки по землі і переносячи пригорщу попелу (символ воршуда) зі старого куа у новий. Після цього ритуалу «переїзду» воршуда у нову хату було заведено влаштувати частування.
У воршуда просили заступництва у всіх справах — родинних, і особливо під час недугів. Задля цього було прийнято «задобрювати» духа підношеннями. Взагалі на свята або перед початком якоїсь справи воршуду приносили жертви — забитих невеликих тварин і птахів, а також частування — млинці і хліб нянь.
Удмурти за старих часів вірили, що воршуд здатний покарати тих, хто порушує заведений традиційний порядок, вразивши хворобою або наславши смерть. Навіть у християнізованих удмуртів ще довго зберігалася віра у воршудів, яких налічувалося близько 70, до них зверталися у молитвах.